# Ramon Martorell i Otzet
Ramon Martorell i Otzet   (Barcelona, 14 d'octubre de 1901 - Mèxic, 1967) va ser un enginyer militar català.

## Biografia
Va ingressar al servei militar el 1919, entrant a formar part de l'arma d'enginyers. Després de l'esclat de la Guerra Civil es va mantenir lleial a la República, integrant-se posteriorment en l'Exèrcit Popular de la República. Arribaria a ser comandant general d'Enginyers de l'Exèrcit de l'Est. Al final de la contesa va haver de marxar a l'exili, instal·lant-se en la República Dominicana. Allí exerciria com a docent de l'Institut Cristóbal Colón i de la Universitat de Santo Domingo, així com director de l'Institut Geogràfic i Geològic, fundat el 1940, insitució al capdavant de la qual va realitzar una important labor topogràfica.
El 1946 es va traslladar a Mèxic al costat de la seva família, on va morir el 1967.